# Zetmachine

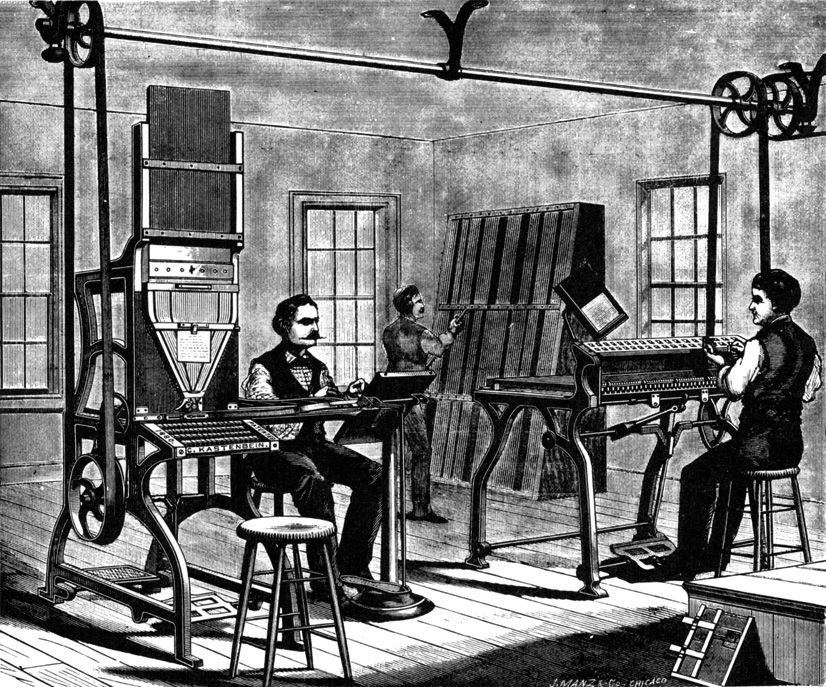
Zetmachine van Kastenbein (1881)

Een zetmachine is een apparaat dat loden letters tot een tekst kan samenvoegen, zetten, zodat de tekst kan worden gedrukt.

## Koud-loodzetmachines
In de negentiende eeuw werden vele pogingen gedaan om machinaal zetsel te vervaardigen. De uitvinding van ijzeren degelpersen, cilinderpersen en snelpersen versnelde het drukproces enorm, maar het zetten zelf bleef even tijdrovend als in de eeuwen ervoor. De eerste pogingen waren gebaseerd op koude loden letters. De letters werden vooraf gegoten en in kanalen opgestapeld en via een klavier of toetsenbord werd de volgorde van de letters bepaald.
Behalve een zetmachine was er ook een distributiemachine noodzakelijk om de letters na gebruik weer op te bergen. Letters waren duur, omdat alles met handgietvormen werd geproduceerd.
De meeste pogingen bleken geen commercieel succes. Bekende constructeurs van zet- en distributie-machines waren:
- James Young
- T. Alden
- Burr
- Brown
- Hattersley
- Fraser
- Fischer & Von Langen
- Thorn
- Porter
- Wilhelm Brackelsberg
- Charles Kastenbein

De machines van Kastenbein werden omstreeks 1869 als eerste in gebruik genomen bij de Britse krant The Times. Om deze machines te gebruiken, was veel arbeid noodzakelijk, want de regels dienden met de hand uitgevuld te worden. Na eenmalig gebruik werden de letters doorverkocht aan drukkerijen elders in het land, de Times zelf gebruikte steeds nieuw gegoten letters. De Kastenbeins bleven in gebruik tot 1908, in dat jaar werden ze vervangen door nieuw aangeschafte Monotype-zetselgietmachines.

## Systemen met heet lood

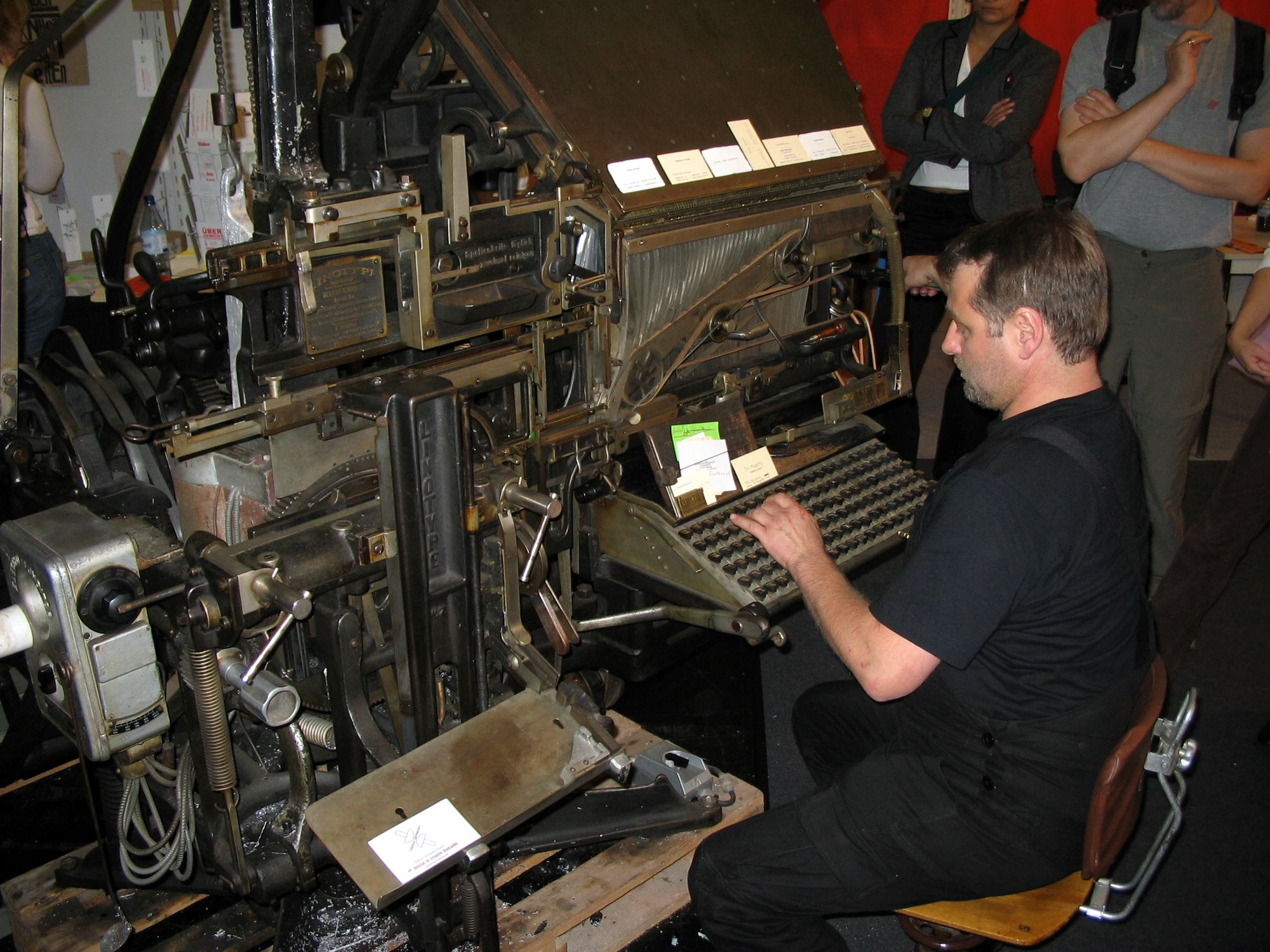
Linotype-zetmachine in gebruik

Aan het eind van de negentiende en begin twintigste eeuw waren het de heet-loodsystemen die de koude zetmachines geheel zouden vervangen. Die ontwikkeling werd eigenlijk pas mogelijk nadat in 1885 door Linn Boyd Benton in Milwaukee een pantografische machine was uitgevonden, waarmee op industriële wijze voldoende aantallen stempels of punches voor matrijzen konden worden geproduceerd. Het maken van gehard stalen stempels was tot die tijd nog altijd een zeer tijdrovend handwerk, dat door hoogopgeleide graveurs en kunstenaars werd gedaan. Ieder nieuwe stempel verschilde bijgevolg van zijn versleten voorganger.
Zonder voldoende identieke stempels zou de massaproductie van matrijzen onmogelijk zijn geweest en zetsel-gietmachines gebruikten veel matrijzen. Er zijn vele hot-metalzetsystemen geweest, waaronder:
- Linotype van Ottmar Mergentahler
- Typograph
- Monoline van William Scudder
- Ludlow

Deze machines produceren zetsel in regelverband. De matrijzen werden bij de Ludlow met de hand in een zethaak gezet en werd er met de hand uitgevuld. Bij de andere systemen was er een toetsenbord waarop de zetter of gieter de volgorde van de matrijzen bepaalde. Aangezien in een regel letters meer malen kunnen voorkomen, zijn er bij deze machines van iedere letter ook verschillende matrijzen in voorraad. Correctie is alleen mogelijk door de hele regel opnieuw te gieten. Een typische fout die daarbij kan optreden is bekend onder de naam etaoin shrdlu.

### Monotype
Het zetten en het gieten gebeurden bij de Monotype zetselgietmachine van Tolbert Lanston uit 1898 strikt van elkaar gescheiden. Op het keyboard, een toetsenbord met zeven keer QWERTY, werd een papierband geponst, die later op de zetsel-gietmachine werd afgespeeld. Deze papierband of ribbon bevatte alle code die de gietmachine nodig had om het zetsel te produceren, met uitgevulde regels van losse letters: Mono-Type. Het systeem is gebaseerd op een matrijzenraam, dat in iedere volgende machinecyclus weer in een andere positie kan worden gebracht. Zo is slechts een matrijs voor iedere letter nodig, die in de tekst voorkomt. Corrigeren kan eenvoudig door enkele letters te vervangen. Het zetsel hoeft niet bewaard te blijven. Wil men later meer exemplaren drukken, dan kan het zetsel dankzij de bewaardgebleven ponsband opnieuw geproduceerd worden.
De Intertype ontstond pas nadat de eerste patenten van de Linotype waren verlopen, hetgeen een langdurige juridische strijd opleverde met de Linotype-firma.
De zetselgietmachines leverden een grote tijdsbesparing op in vergelijking met het handmatige letterzetten. Bovendien werden telkens nieuwe letters gegoten, zodat geen slijtage ontstond zoals bij handletters. 
Met de opkomst van de offsetdruk verdwenen in Europa eerst de heet-loodmachines uit de drukkerijen. Linotype en Monotype hebben eerst nog diverse systemen geproduceerd, die via mechanische weg foto-zetsel of negatieven produceerden voor offset, bijvoorbeeld de Monophoto-machine. Het voordeel ervan was dat de toetsenborden in gebruik bleven en niet al het personeel hoefde worden omgeschoold.
Werkende heet-loodzetselgietmachines zijn nog altijd te vinden bij diverse private presses in Nederland, Duitsland, Engeland en Zwitserland en bij grafische musea, waaronder bijvoorbeeld:
- De Stichting Lettergieten te Westzaan  Nederland
- Drukkerij Museum Meppel  Nederland
- Het Type-Archive museum in Londen  Verenigd Koninkrijk
- Het Book-art-Museum in Lódz  Polen
- Papier-Mühle te Basel  Zwitserland

Veruit de meeste nu nog werkende machines zijn regel-zetmachines als Lino/Intertype of Ludlow, om een Monotype draaiend te houden is veel meer machine-ervaring noodzakelijk. Er zijn vrijwel geen vaklieden meer.

## Overgang naar offset
De naam zetmachine wordt sinds de jaren 1960 ook gebruikt voor het fotozetprocedé, dat meer als voorbereiding voor de offsetdruk gebruikt wordt. Zo zijn er diverse computersystemen ontwikkeld door Monotype en Linotype om ponsbanden te maken, waarmee de productiviteit verder kon worden opgevoerd. Deze waren echter veel te duur, en de mechanische zetselgietmachines konden op den duur de concurrentie niet meer aan met systemen die geheel op computerprogramma's waren gebaseerd. Uiteindelijk kwam de lasertechniek als winnaar uit de strijd tevoorschijn.
Sinds het eind van de jaren 1980 beperkt het beeld zich niet tot de tekst, maar kan ook het beeld in een enkele doorgang worden toegevoegd. Werd aanvankelijk uitsluitend op fotopapier gewerkt, later kon dat ook op fotografische film en tegenwoordig ook rechtstreeks op aluminiumplaten, die na ontwikkeling zo de drukpers in kunnen.